# Classis Flavia Moesica
Classis Flavia Moesica reprezenta flota imperială romană ce avea în grijă limes-ul dunărean. Avea sediul la Noviodunum și a fost creată în timpul dinastiei Flaviilor de către Vespasian. Unități ale flotei patrulau pe Dunăre pentru a preveni atacurile popoarelor învecinate.

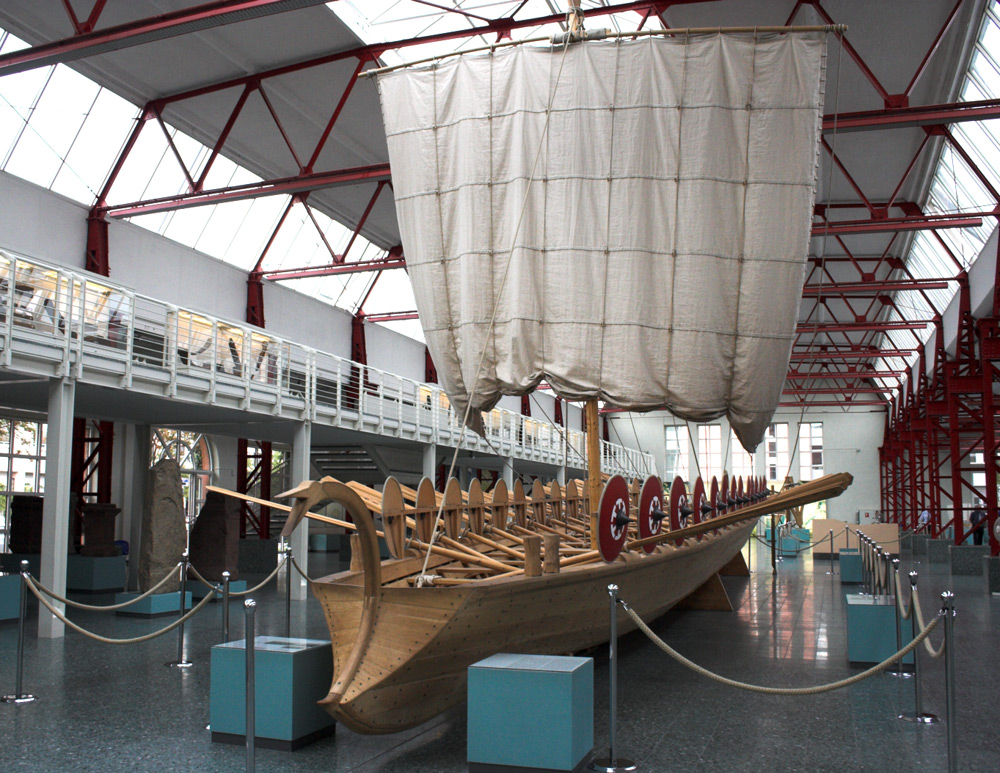
Reconstrucţia navei fluviale romane (în latină navis lusoria) a flotilei Rinului (Classis Germanica). Ea se bazează pe descoperirea remarcabilă a rămâșițelor a cinci nave romane de la Mainz la începutul anilor 1980. Nava de mai sus, notată Mainz de tip A, a fost concepută ca o navă de intervenție rapidă, cu forma lungi, înguste și keel superficial. Ar fi fost vâslită de către trupele înșăși (32 rame, 16 pe fiecare parte). Scuturile montate lateral proteja vâslașii de proiectelele venite dinspre malurile râului. Secolul al IV-lea. Museum für Antike Schifffahrt, Mainz, Germany